# Cusano Mutri
Cusano Mutri är en ort och kommun i provinsen Benevento i regionen Kampanien i Italien. Kommunen hade 4 028 invånare (2017).